# Folkungavallen, Nyköping
Folkungavallen är en idrottsarena i Nyköping som är avsedd för både fotboll och friidrott. Arenan är placerad mellan Nyköpings Lasarett, Gullans kiosk och Nyköping centralstation.

## Historia
Arenan byggdes ursprungligen till Lantbruksmötet i Nyköping 1914. Efter utställningen beslutades att anläggningen skulle användas till idrott. Entrén som byggdes med anledning av Lantbruksmötet stannade kvar och finns än idag bevarad.
Som idrottsplats togs Folkungavallen i bruk 1919 men det var först den 21 maj 1922 som den invigdes officiellt. År 1926 blev även läktarna färdigbyggda. Arenans kapacitet är 8000 åskådare, varav 2400 sittplatser (2000 under tak). Kostnaden är beräknad till totalt 62000 kr. Namnet Folkungavallen blev resultatet av en namnomröstning i Södermanlands Nyheter 1925.
Några av de stora evenemang som varit på Folkungavallen är en ryttartävling 1914, midsommarfirande 1914, Stadsloppet ca 1930, Flaggans dag 1943, juniorlag i bandy 1944 och stafett 1950. Den karaktäristiska läktaren är ritad av arkitekten Sven Erik Lundqvist och ersatte en enklare variant 1926. 21 maj 2022 firade Folkungavallen 100 år som den äldsta arenan i Nyköping. 

## Idrott
Det finns två föreningar som spelar på Folkungavallen: IFK Nyköping som bildades år 1904 och Hargs BK som bildades år 1933. År 1960 flyttade majoriteten av föreningarna till den blivande idrottsplatsen Rosvalla med olika typer av idrotter (Nyköpings SK, IFK Nyköping med handboll, Nyköpings BIS, Nyköpings AIK och Onyx Innebandy).

## Galleri

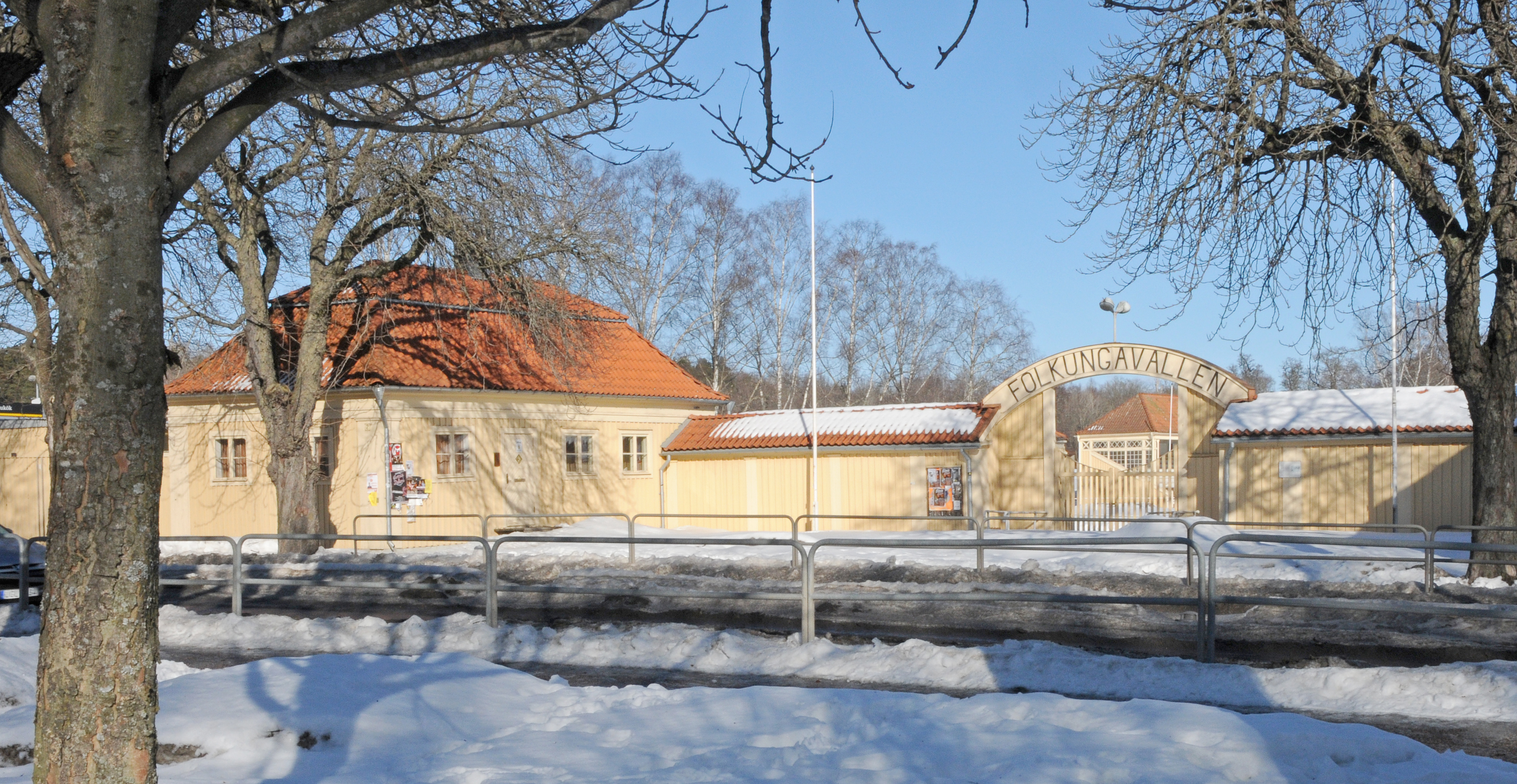
Folkungavallen i mars 2011
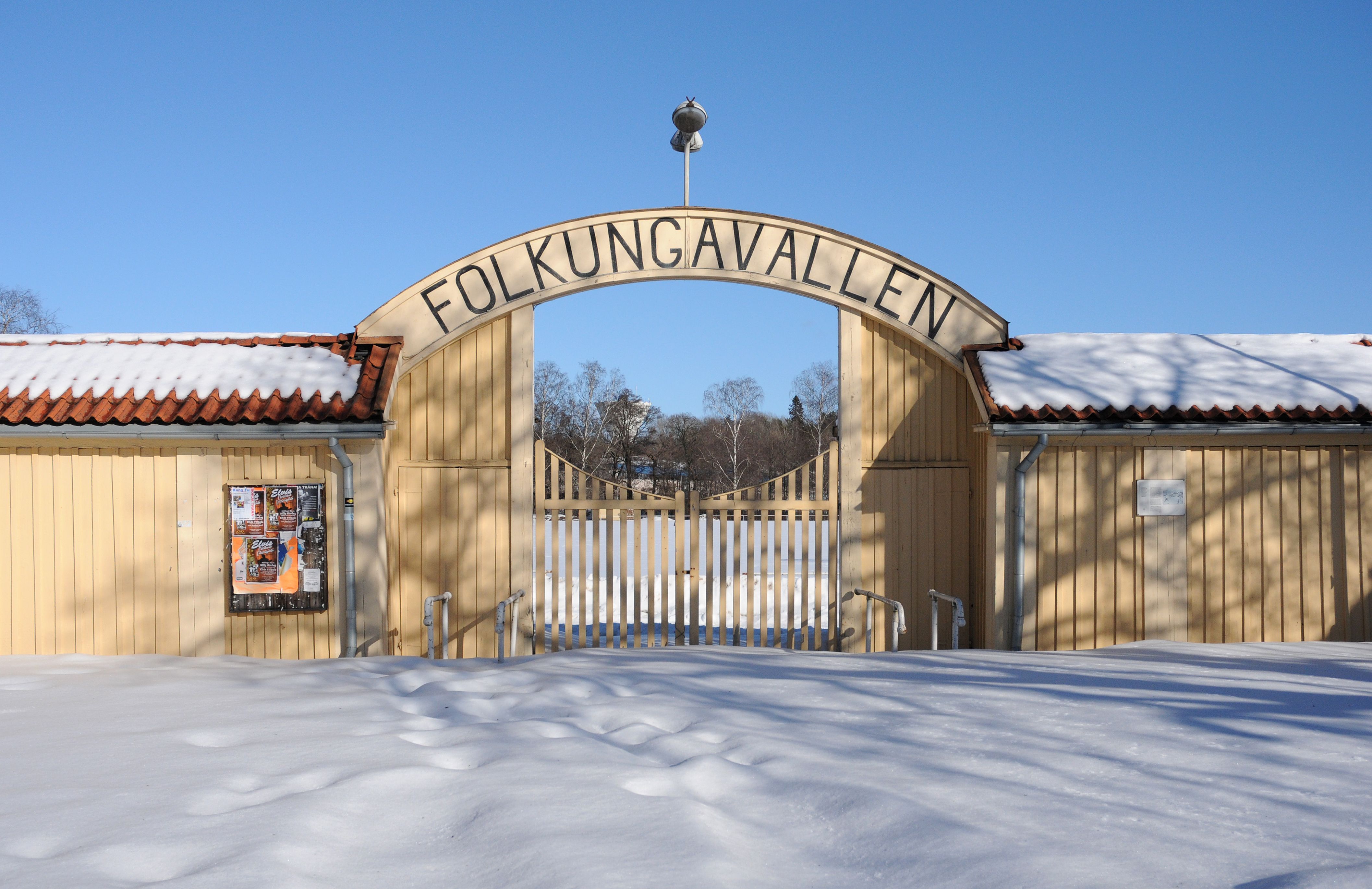
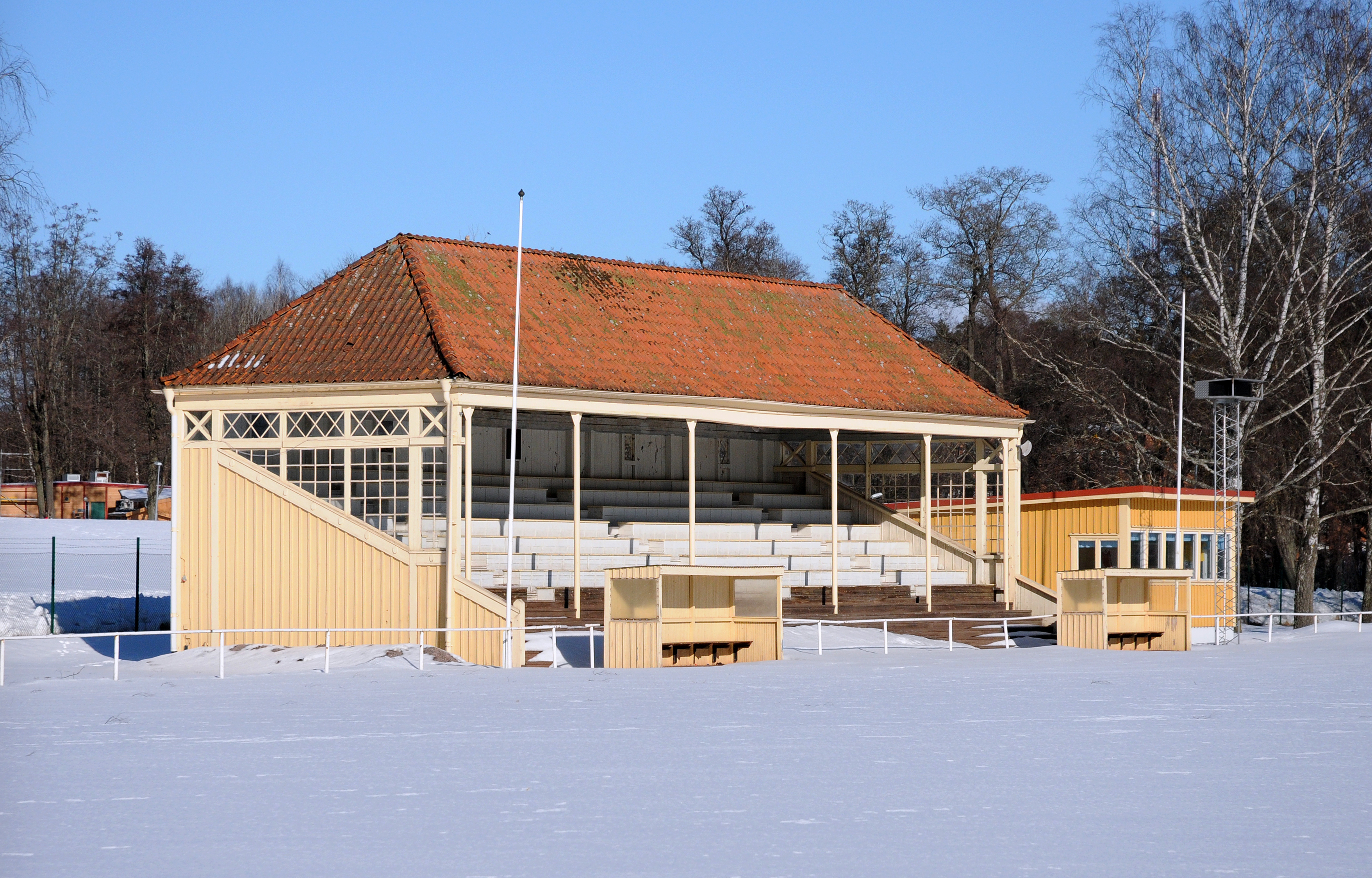
Läktaren från 1926
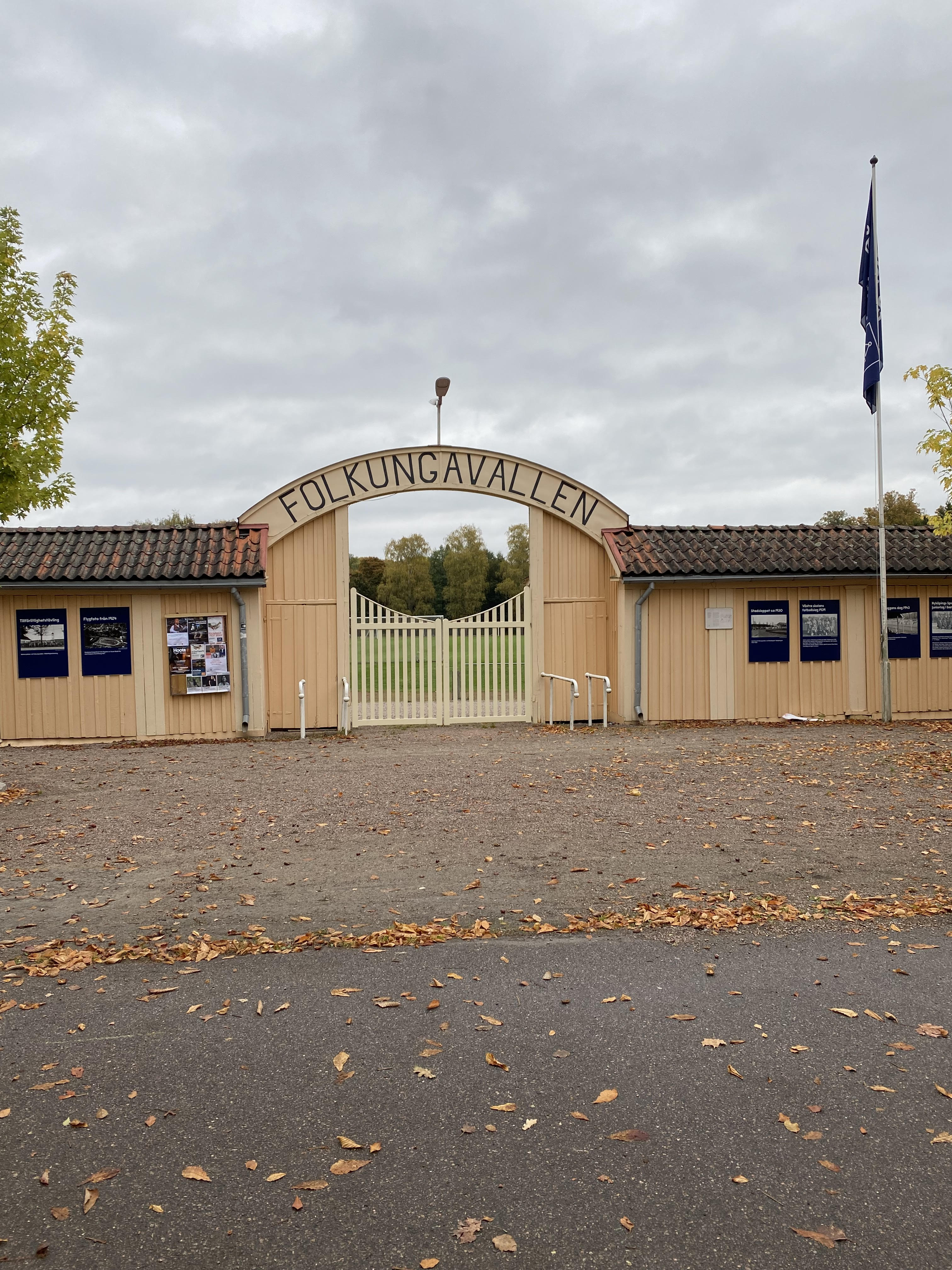
Entré 2022
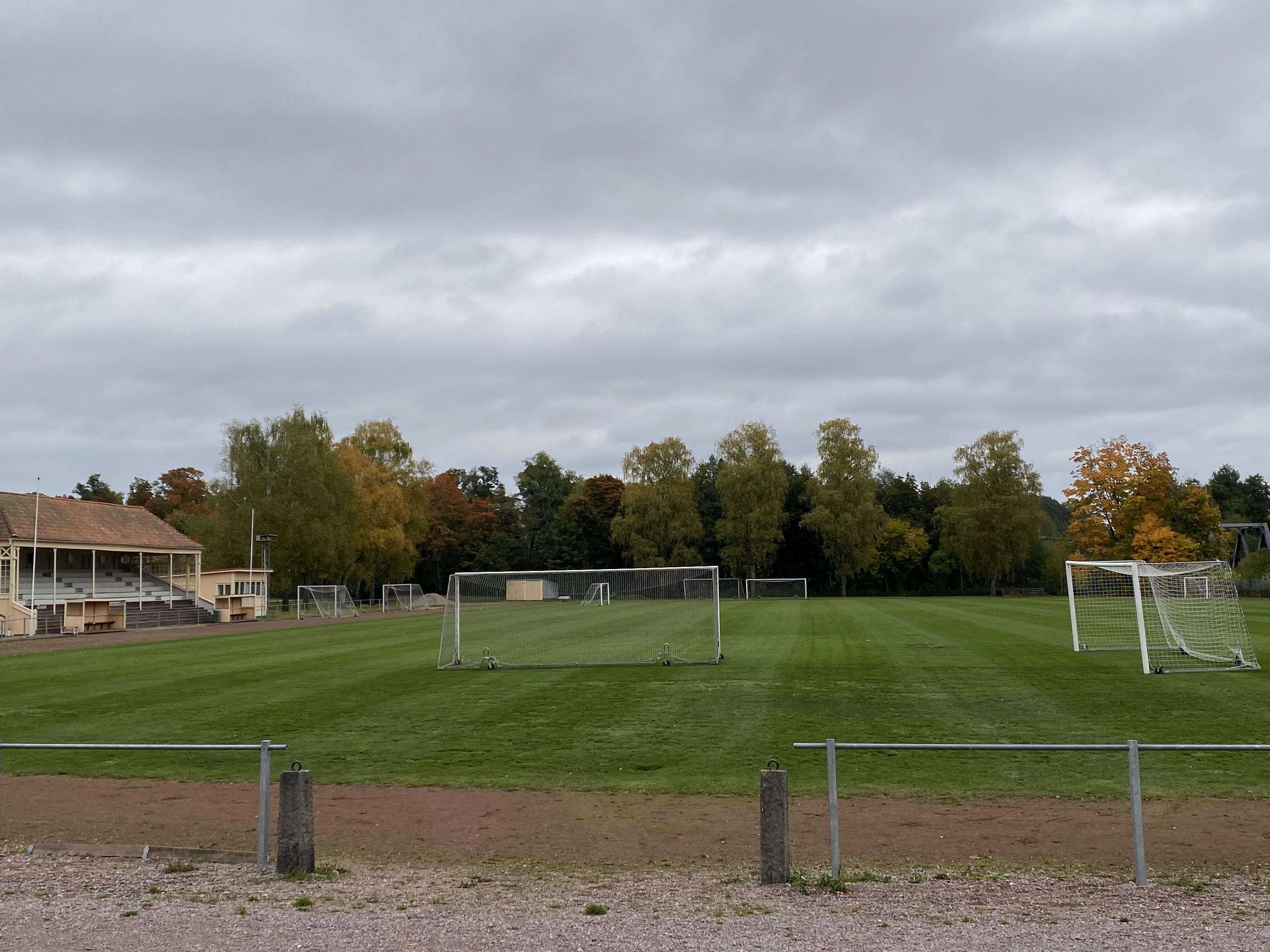
Fotbollsplan med läktare till vänster 2022
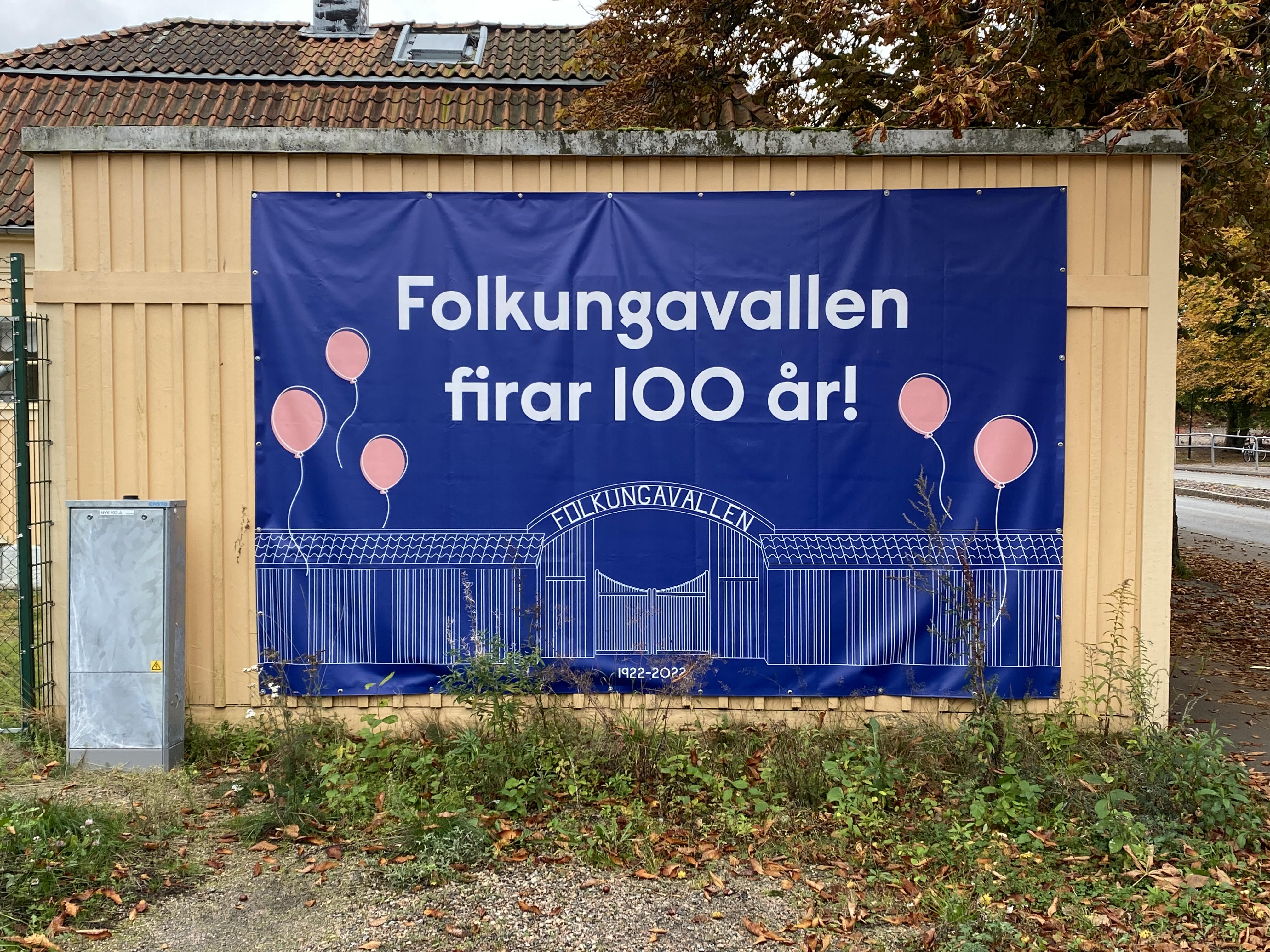
Firandet vid 100-årsjubileet den 21 maj 2022
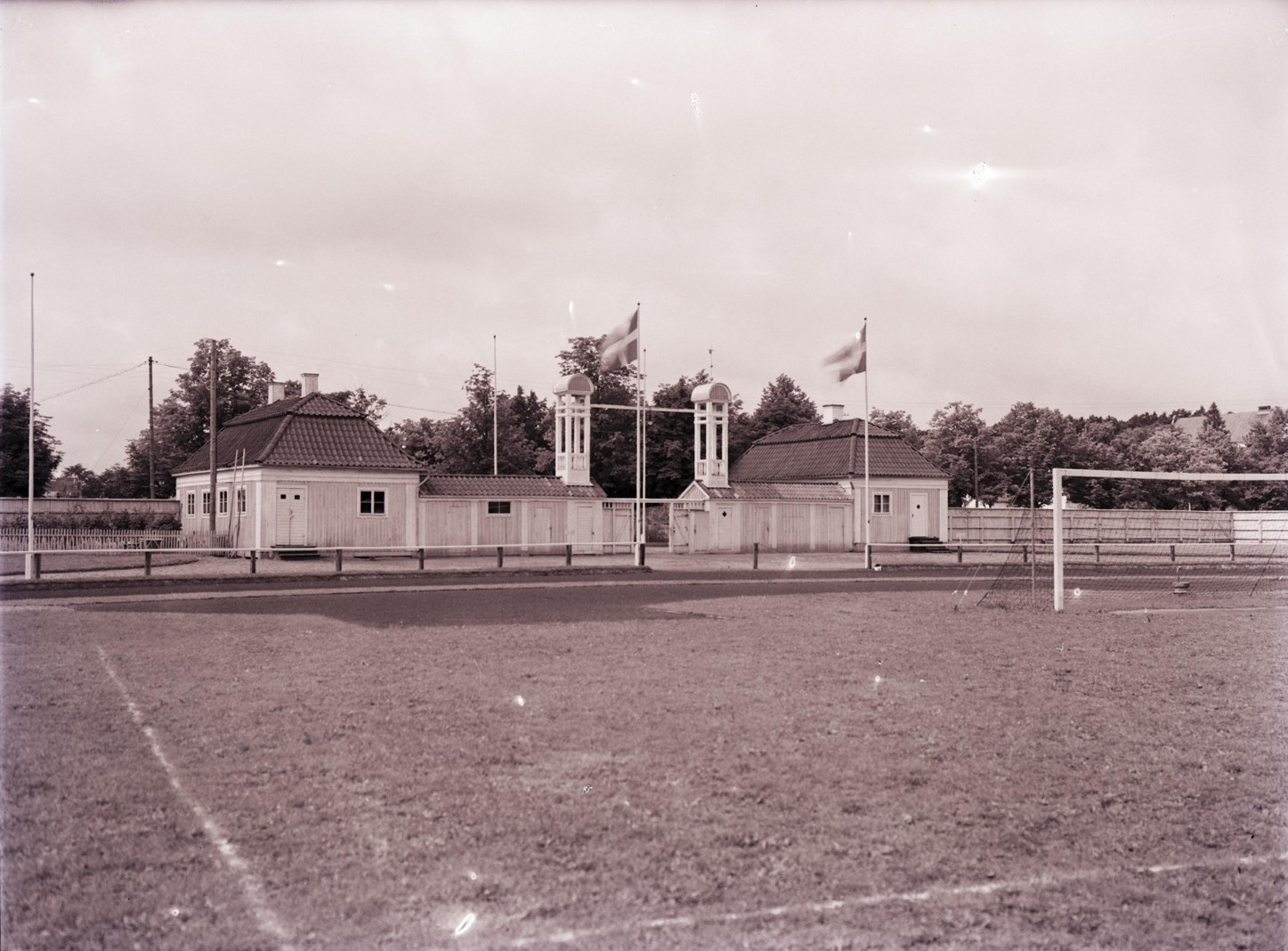
Invigning av idrottsplatsen, 1922
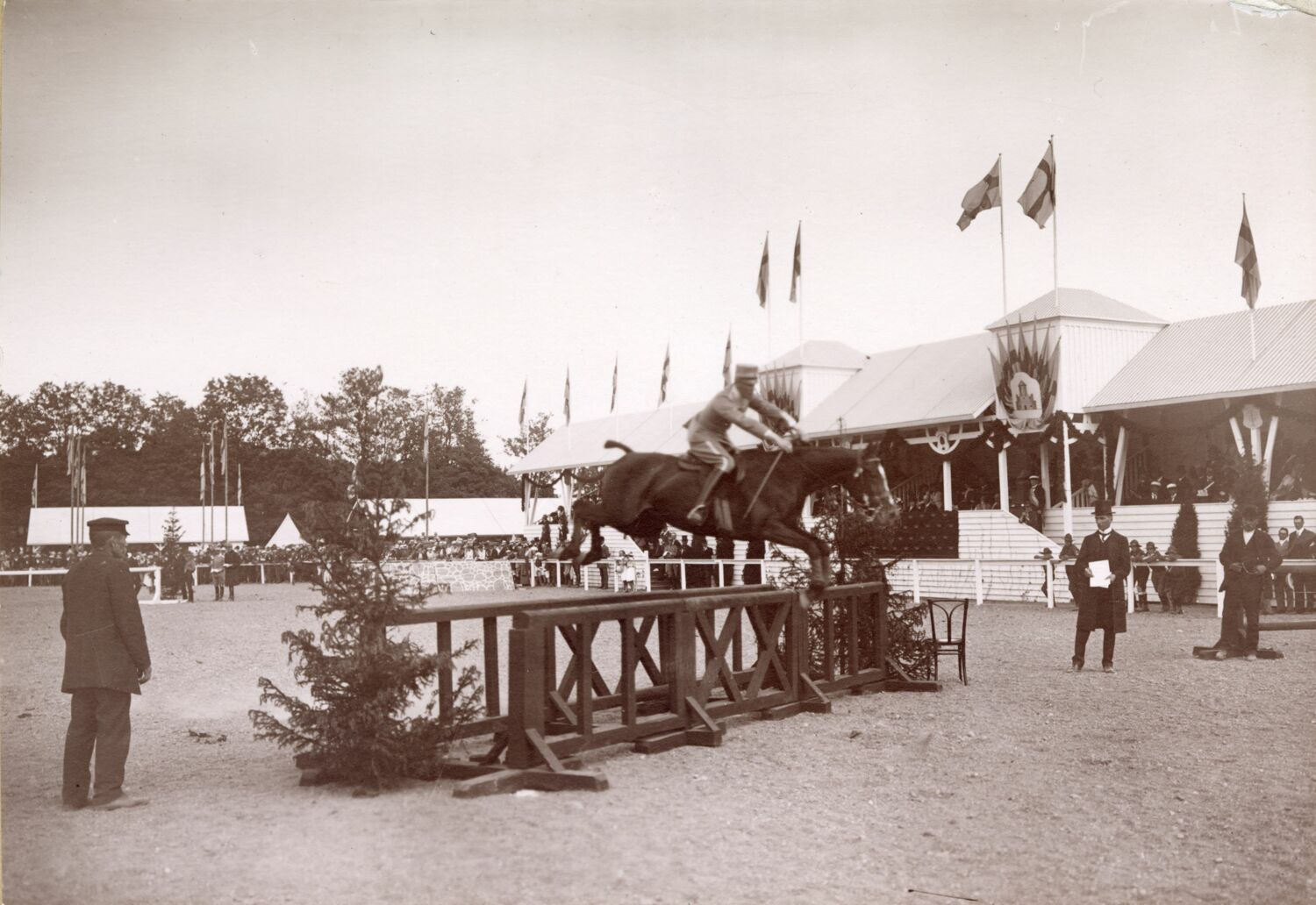
Ryttartävling på Folkungavallen, 1914